# Batalla de La Flocellière
La batalla de La Flocellière va tenir lloc durant la guerra de Vendée.

## La batalla
El 13 de novembre de 1799, una tropa de 900 Vendéans comandada pel comte Grignon de Pouzauges que acabava de succeir a Sapinaud al capdavant de l'exèrcit del Centre es va presentar a La Flocellière que el general Travot acabava d'abandonar. L'endemà, les tropes republicanes de Pouzauges i La Châtaigneraie van llançar un atac als Vendéans. Tanmateix, aquests últims va aconseguir la retirada després d'haver matat 40 soldats republicans.